# Bhagwan Marine
Bhagwan Marine Pty Ltd. är ett australiensiskt företag inom offshoreservice och andra marina tjänster. Det hade tidigare sitt säte i Geraldton i i Västaustralien, men flyttade 2018 till Perth.
Bhagwan Marine grundades 2000 av Loui Karrikoski tillsammans med föräldrarna och hustrun Kerren. Familjen hade tidigare haft ett fiskeriföretag för hummerfiske i Geraldton i Västaustralien, som vid denna tid reducerats till en enda fiskebåt. I samband med offshoreolje- och gasverksamhet utanför Australiens västkust uppstod behov av fartyg för service, varför fiskebåten 1997 chartrades av ett oljebolag. Därefter byggde företaget upp en flotta av offshoreservicefartyg, varav den första gavs namnet "Bhagwan".
Rederiet, inklusive dotterbolag, hade 2016 omkring 150 fartyg. De största är det 65 meter långa offshorefartyget CMV Athos, på 2.237 bruttoregisterton och byggt 2017 på Guangdong Shipyards, samt Bhagwan Dryder, ett 57 meter långt dykstödfartyg med katamaranskrov, på 1.475 bruttoregisterton och byggt 2014 av Incat Crother och Keppel Singmarine. Antalet har senare minskat något.
Bhagwan Marien köpte 2014 brittiska Marine and Towage Services